# Ligne 2 du métro de Pékin
La ligne 2 est l'une des 25 lignes du réseau métropolitain de Pékin, en Chine. Elle est l'une des deux lignes circulaires du réseau.

## Tracé et stations
La ligne est constituée d'une boucle de 23,1 km, comprenant 18 stations. Elle circule en grande partie sous le deuxième périphérique de la ville et est la seule ligne à desservir la gare de Pékin. La boucle intérieure circule dans le sens des aiguilles d'une montre et la boucle extérieure dans le sens inverse. Elle est en correspondance avec les lignes 1, 4, 5, 6, 8, 13, 19 et Capital Airport Express.